# The Backrooms (電影)
《The Backrooms》是一2026年上映的的美國科幻恐怖電影，由凱恩·帕森斯執導，這是他的長片導演處女作，劇本由羅伯托·帕蒂諾和威爾·蘇迪克編寫。該片改編自同名的都市傳說與creepypasta，並源自帕森斯的YouTube同名網路影集。  
《The Backrooms》預計於2026年由A24排定在美國上映。

## 劇情
在病人消失於一個超越現實的奇異維度後，一名心理治療師被迫冒險進入未知以將他活著帶回。

## 演員
- 切瓦特·埃加福特
- 蕾娜特·賴因斯夫（英语：Renate Reinsve）
- 馬克·杜普拉斯
- 芬恩·班尼特（英语：Finn Bennett）
- 盧琪塔·麥斯威爾（英语：Lukita Maxwell）
- 艾文·喬吉亞（英语：Avan Jogia）

## 製作

### 開發
2022年1月7日，凱恩·帕森斯開始在他的YouTube頻道「Kane Pixels」上傳一系列名為《後室》的影片；該概念鬆散地基於網路上的都市傳說／creepypasta「The Backrooms」。
2023年2月，宣布將改編成電影，由A24、切寧娛樂、原子怪獸製片公司和21 Laps 娛樂公司共同製作，並由帕森斯執導、羅伯托·帕蒂諾編劇。
2025年5月，切瓦特·埃加福特與克里斯汀·米利歐提進入洽談主演該片。 隨後確定由埃加福特出演，但米利歐提的合約最終破裂，並由蕾娜特·賴因斯夫取代。
同年7月，馬克·杜普拉斯、芬恩·班尼特、盧琪塔·麥斯威爾與艾文·喬吉亞加入演出。

### 拍攝
主體攝影於2025年7月7日在加拿大溫哥華開拍，片名暫定為《Effigy》，由傑瑞米·考克斯擔任攝影指導， 並於2025年8月14日殺青。

## 發行
《The Backrooms》預計2026年由A24排定在美國上映。

## 外部連結
- 互联网电影数据库（IMDb）上《The Backrooms》的资料（英文）